# المجلس الاقتصادي والاجتماعي والبيئي (المغرب)
المجلس الاقتصادي والاجتماعي والبيئي أو (CESE) هي مؤسسة استشارية مغربية مستقلة تأسست في 21 فبراير 2011 بمقتضى ظهير ملكي مغربي من قبل الملك محمد السادس. يتمثل دورها في إجراء دراسات ومقترحات إلى الحكومة المغربية ومجلسي البرلمان.
ويعتبر القانون رقم 12-128. هو القانون المحدد والمنظم لتكوين وتنظيم صلاحيات وإجراءات تشغيل المجلس. كما يمكن إطلاعه من قبل مجلس الحكومة، ومجلس النواب ومجلس المستشارين على جميع المسائل ذات الطابع الاقتصادي أو الاجتماعي، والتي تبدي رأيها عليه خلال أجل مدته مابين 20 يوم إلى أقصاها شهران.
- في 09 أبريل 2024، تمت في نيويورك، إعادة انتخاب المملكة المغربية، وبشكل متميز، لعضوية اللجنة المعنية بالحقوق الاقتصادية والاجتماعية والثقافية، للفترة ما بين 2025 و2028، وذلك خلال الانتخابات التي أجراها المجلس الاقتصادي والاجتماعي للأمم المتحدة. [2] [3] [4] [5]
 مقتطف نص الخطاب السامي الذي ألقاه جلالة الملك خلال تنصيب المجلس الاقتصادي والاجتماعي في 21 فبراير 2011